# Equipos participantes en la Copa Mundial de Fútbol de 1954

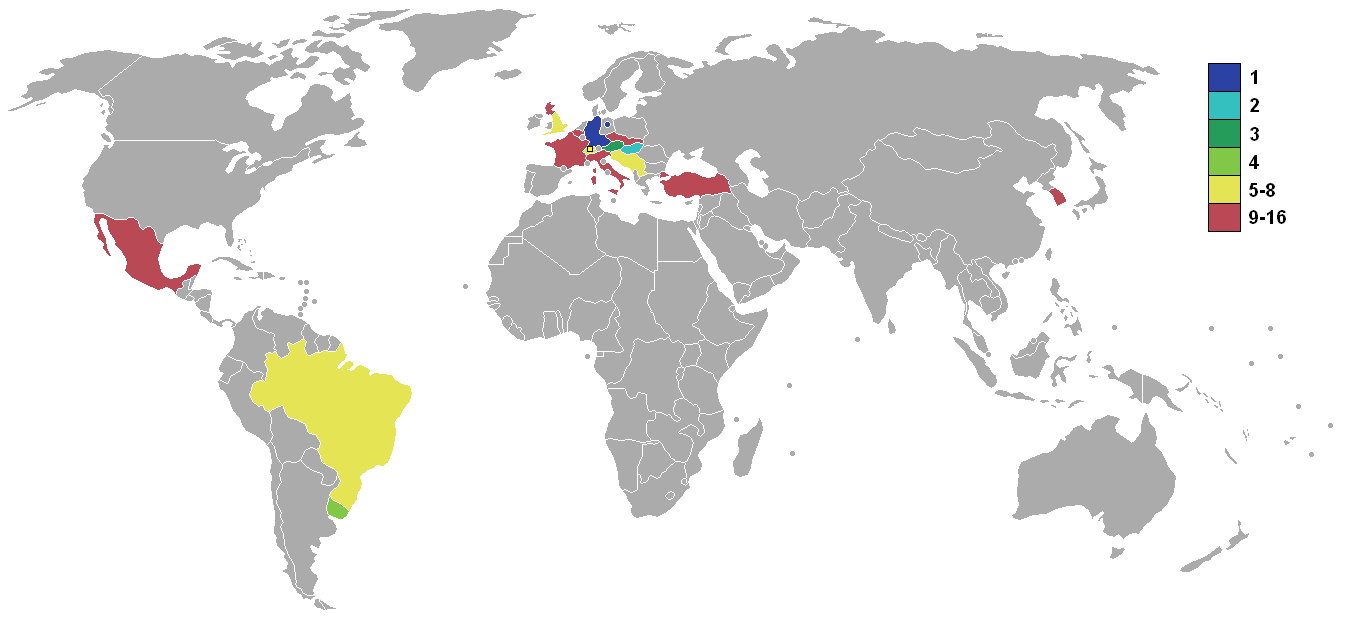
Equipos participantes de la Copa Mundial

Para la V Copa Mundial de Fútbol, que se realizó en Suiza entre el 16 de junio y el 4 de julio de 1954, 16 equipos clasificaron a la fase final. Los 16 equipos participantes fueron divididos en cuatro grupos de cuatro integrantes. De cada grupo, los dos mejores equipos clasificaran a una segunda fase de eliminación directa, para determinar al campeón del evento.

## Equipos
A la fase final del torneo clasificaron 16 de 45 equipos que participaron en la etapa clasificatoria: 2 de Sudamérica (incluyendo a Uruguay, vigente campeón), 12 de Europa (incluyendo al organizador), uno de Norteamérica y uno de Asia. De estos 16, 3 eran debutantes en la competición.
Los equipos participantes en dicho torneo son:
| Equipo (ver en detalle) | Equipo (ver en detalle) | Equipo (ver en detalle) | Participaciones | Participaciones | Participaciones |
| Equipo (ver en detalle) | Equipo (ver en detalle) | Equipo (ver en detalle) | Total           | Cons.           | Última          |
| ----------------------- | ----------------------- | ----------------------- | --------------- | --------------- | --------------- |
|                         | Alemania Federal        |                         | 3               | 1               | 1938            |
|                         | Austria                 |                         | 2               | 1               | 1934            |
|                         | Bélgica                 |                         | 4               | 1               | 1938            |
|                         | Brasil                  |                         | 5               | 5               | 1950            |
|                         | Checoslovaquia          |                         | 3               | 1               | 1938            |
|                         | Corea del Sur           |                         | 1               | 1               | -               |
| Bandera de Escocia      | Escocia                 |                         | 1               | 1               | -               |
|                         | Francia                 |                         | 4               | 1               | 1938            |
|                         | Hungría                 |                         | 3               | 1               | 1938            |
|                         | Inglaterra              |                         | 2               | 2               | 1950            |
|                         | Italia                  | 2/2 estrellas           | 4               | 4               | 1950            |
|                         | México                  |                         | 3               | 2               | 1950            |
|                         | Suiza                   |                         | 4               | 4               | 1950            |
|                         | Turquía                 |                         | 1               | 1               | -               |
|                         | Uruguay                 | 2/2 estrellas           | 3               | 2               | 1950            |
|                         | Yugoslavia              |                         | 3               | 2               | 1950            |